# Ямаровка (село)
Яма́ровка — село в Красночикойском районе Забайкальского края. Входит в состав сельского поселения «Черемховское».

## География
Село находится на южных склонах Малханского хребта, на берегу реки Ямаровка, в 4 км от места её впадения в Чикой, на расстоянии 9 км к северо-востоку от села Черемхово, центра сельского поселения, и 120 км к востоку от села Красный Чикой, административного центра района.

## Население
| 1926 | 1959 | 1989 | 2002 | 2010 | 2021 |
| ---- | ---- | ---- | ---- | ---- | ---- |
| 48   | ↗296 | ↘246 | ↘136 | ↘98  | ↘79  |

## Инфраструктура
В селе находится бальнеологический курорт Ямаровка.

## Разное
Входит в Перечень населённых пунктов Забайкальского края, подверженных угрозе лесных пожаров